# Ugo Etherianus
Ugo Etherianus  ou en français Hugues Éthérien (né v. 1115 à Pise en Toscane, Italie, et mort le 7 décembre 1182 à Constantinople) est un cardinal et théologien italien du XIIe siècle.

## Biographie
Hugues Éthérien étudia à Paris dans les milieux porrétains (influencés par les idées de Gilbert de la Porrée). En 1161, il arriva à la cour de l'empereur Manuel Ier Comnène à Constantinople et acquit de l'influence sur le souverain. En 1166, il fut rejoint par son frère appelé en latin Leo Tuscus (Léon le Toscan), qui devint secrétaire-traducteur pour le compte de l'empereur. 
Alors qu'il avait été laïc toute sa vie —il a même été marié et père d'un dénommé Fabricium— il fut promu aux ordres, et le pape Lucius II le créa cardinal lors d'un consistoire au début 1182 (bulle datée du 14 juillet), mais il mourut le 7 décembre suivant en Italie. Sa prélature fut si courte qu'il n'a pas été inscrit dans le répertoire historique des membres du Sacré Collège. 

## Œuvres
Hugues Éthérien composa, à la demande de l'empereur, un traité en trois livres intitulé De sancto et immortali Deo, défendant la position occidentale dans la querelle du Filioque, qui opposait les Églises latine et grecque. Il en établit une version en grec destinée à l'empereur, malheureusement perdue, et une autre en latin qu'il adressa au pape Alexandre III et au patriarche latin d'Antioche Aimery de Limoges. Ce texte est novateur car c'est la première fois qu'un théologien latin accepte le débat avec les grecs dans leur langue (l'ouvrage est destiné aux grecs en premier lieu). Il utilise comme autorités à la fois des Pères grecs, dont les textes étaient jusque là largement ignorés par l'Occident (Athanase d'Alexandrie, Basile de Césarée, Grégoire de Nazianze, Jean Chrysostome, Cyrille d'Alexandrie, Jean Damascène), et des Pères latins (Hilaire de Poitiers, Ambroise de Milan, Jérôme de Stridon, Augustin d'Hippone, Grégoire le Grand). Il connaît les textes des auteurs grecs plus récents, comme Photius, Théophylacte d'Ohrid, et Nicétas de Thessalonique. C'est historiquement la plus ancienne défense rigoureuse et informée du Filioque, et elle a servi de base aux théologiens latins du siècle suivant, notamment Thomas d'Aquin. De plus l'usage des Pères et des philosophes grecs (il utilise notamment Aristote) lui permet de combattre les idées des grecs avec leurs propres armes, leurs propres références théologiques. L’œuvre à longtemps été confondue avec le  De hæresibus quas Græci in Latinos devolvunt, un opuscule grec anti-latin traduit par Hugues Éthérien, à la suite de l'édition du texte avec le titre erroné par Margarin de la Bigne en 1589 et repris ensuite par Fabricius puis l'abbé Migne, il apparaît donc sous ce titre dans la Patrologia Latina.
D'autre part, il écrivit un traité contre les bogomiles qu'il intitula Adversus Patarenos, les assimilant ainsi avec les patarins, qui étaient les membres d'un mouvement de réforme religieuse apparu en Italie du Nord au XIe siècle. Il demande à l'empereur Manuel Ier à réprimer violemment les bogomiles, en les brûlant sur des bûchers ou en les marquant d'un théta noir sur le front.
Le Liber de anima corpore iam exulta est un traité anti-hérétique rédigé à la demande du clergé de Pise. C'est une œuvre mi-philosophique, mi-théologique sur la nature de l'âme pour répondre aux remises en cause de la résurrection des morts et l'utilité de la prière pour les fidèles.
Il est également l'auteur d'un traité intitulé De differentia naturae et personae, et sans doute d'un court texte intitulé De Græcorum malis consuetudinibus. 
L’activité littéraire de Hugues Éthérien tout comme celle de son frère Léon Toscan sont mal connues et leur bibliographie confuse. En effet, leurs ouvrages sont hétéroclites, composés au gré des commandes et de leurs préoccupations du moment, et leurs personnes sont méconnues alors les compilateurs postérieurs ont négligés de réunir leur œuvre en une seule collection. Leurs textes ont donc été dispersés dans de nombreuses compilations, ou recopiés par d'autres auteurs souvent sans les nommer, ce qui favorise les erreurs de titre comme pour le De sancto et immortali Deo, et le De hæresibus quas Græci in Latinos devolvunt, qu'on a longtemps cru perdu. 

## Édition des textes
- De anima corpore iam exuta (vers 1170), Gymnicus, 1540, 109 p. Traité anti-cathare.
- Patrologie Latine, vol. CCII, col. 168-396 (contient le De regressu animarum ab inferis, puis le traité sur le Saint-Esprit).
- Bernard Hamilton (éd.), Contra Patarenos, Leyde, E. J. Brill, 2004.